# Gianfranco Barberi
Gianfranco Barberi, conosciuto anche come Franco o Francesco Barberi (Torino, 1944), è un regista e sceneggiatore italiano.

## Biografia
Gianfranco Barberi, noto anche come Franco o Francesco, è conosciuto soprattutto come sceneggiatore per aver partecipato a Requiem, film del 2003 di cui ha curato anche la regia, Reazione a catena (1971) e Squadra volante (1974).
Con Now I Know Snow, sua prima regia, ha vinto il Gabbiano d'argento al Bellaria Film Festival ex aequo con Marco di Castri.
Ha preso parte come interprete al film Enigma (1988) e ad un episodio della serie TV La stagione dei delitti, trasmessa in prima visione su Rai Due.

## Filmografia

### Regia
- Now I Know Snow - corto (1986)
- Requiem (2003)
- Senza FIAT/O - film TV (2003)

### Sceneggiatura
- Reazione a catena, regia di Mario Bava (1971)
- Squadra volante, regia di Stelvio Massi (1974)
- Shock, regia di Mario Bava (1977)
- Noccioline a colazione, regia di Mario Orfini (1978)
- Requiem (2003)

### Attore
- Enigma (1988), regia di Alberto Chiantaretto, Marco di Castri, Daniele Pianciola e Jean Rouch
- La stagione dei delitti - serie TV (S2 E4) (2004)

## Riconoscimenti
- Bellaria Film Festival
  - 1986 – Gabbiano d'argento (ex aequo con Marco di Castri) per Now I Know Snow